# Kusejfa
Kusejfa (hebr. כסיפה; arab. كسيفة; oficjalna pisownia w ang. Kuseife) – samorząd lokalny położony w Dystrykcie Południowym, w Izraelu.

## Położenie
Miasteczko jest położone w północnej części pustyni Negew.

## Historia
Osada powstała w 1982 w ramach rządowego projektu rozwoju społecznosci beduińskich na Negewie.

## Demografia
Zgodnie z danymi Izraelskiego Centrum Danych Statystycznych w 2006 roku w mieście żyło 10,3 tys. mieszkańców, wszyscy Beduini.
Populacja miasta pod względem wieku:
| Wiek (w latach) | Procent populacji w % |
| --------------- | --------------------- |
| 0-4             | 21,0%                 |
| 5-9             | 18,1%                 |
| 10-14           | 14,1%                 |
| 15-19           | 10,7%                 |
| 20-29           | 16,2%                 |
| 30-44           | 12,5%                 |
| 45-59           | 4,9%                  |
| ponad 60        | 2,4%                  |

Źródło danych: Central Bureau of Statistics.

## Komunikacja
Na północ od miasteczka przebiega droga ekspresowa nr 31 (Eszel ha-Nasi-Newe Zohar).